# Umerosoma multispina
Umerosoma
Genre
Espèce
Umerosoma multispina, unique représentant du genre Umerosoma, est une espèce fossile d'araignées aranéomorphes de la famille des Theridiosomatidae.

## Distribution
Cette espèce a été découverte dans de l'ambre de la mer Baltique. Elle date du Paléogène.

## Publication originale
- (en) Jörg Wunderlich, The fossil Theridiosomatidae (Araneae) in Baltic and Dominican amber. Beiträge zur Araneologie, vol. 3, p. 998–1019., 2004.